# TL2
「TL2」（ティーエルツー）は、tacicaの会場限定シングル。2019年3月17日にSME Recordsから発売された。

## 概要
3rdアルバム『sheeptown ALASCA』再録シングル。アルバム再現ツアー『TIMELINE for "sheeptown ALASCA"』の開催に合わせツアー会場限定でリリースされる。
ツアー開催と会場限定シングル「TL2」のリリースを記念して『sheeptown ALASCA』から「命の更新」、「ドラマチック生命体」、「不死身のうた」の3曲がひとつのストーリーとなっているミュージック・ビデオ3部作を、tacicaのオフィシャルYouTubeチャンネルにて公開した。

## 収録曲
1. ハイライト
2. 不死身のうた